# Tram-train de l'Ouest lyonnais
Le tram-train de l'Ouest lyonnais est un réseau de train léger français, dont la billetterie est intégrée au service TER Auvergne-Rhône-Alpes. Reliant le centre de la métropole de Lyon à l'ouest de l'agglomération, il est inauguré partiellement de Lyon-Saint-Paul à Sain-Bel le 22 septembre 2012 et de Tassin à Brignais comprenant le shunt de Tassin, le samedi 8 décembre 2012.
Le réseau comptera à terme trois branches partant de la gare Saint-Paul et desservant vingt-trois gares en direction de Brignais, Sain-Bel et Lozanne. Ce réseau n'entre pas dans le cadre de la définition stricte de tram-train, car il n'y a pas d'interconnexion avec les lignes du tramway de Lyon à court terme ; il s'agit plutôt d'un train léger.
L'exploitation est assurée par des véhicules tram-train. Ce matériel, moins coûteux et de moins grande capacité qu'un train classique, remplace notamment d'anciennes rames caravelles, et est adapté aux lignes desservies en ce qui concerne leur vitesse (il est limité à 100 km/h, le réseau ne permettant de circuler que jusqu'à 100 km/h ou 90 km/h). La desserte est également cadencée de 15 à 30 minutes en semaine et omnibus, avec des arrêts fréquents.

## Réseau

### Le réseau actuel
Le réseau du tram-train de l'Ouest lyonnais comporte deux lignes, l'une de Lyon-Saint-Paul à Sain-Bel et l'autre de Tassin à Brignais. La section entre Lozanne et Tassin n'est pas encore électrifiée et est donc exploitée en navette par des autorails thermiques. 

### Les objectifs du projet
Le projet de tram-train de l'Ouest lyonnais est destiné à : 
- permettre une desserte renforcée et fiabilisée
- assurer la desserte par un matériel neuf, attractif et adapté
- offrir un cadencement strict et régulier des trains
- desservir 20 gares rénovées, plus deux gares créées à cette occasion
- réduire les temps de parcours
- utiliser une infrastructure ferroviaire rénovée
- assurer ainsi le doublement du trafic assuré par la ligne[7].

### Ligne de Lyon-Saint-Paul à Sain-Bel
| Ligne | Caractéristiques | Caractéristiques           | Caractéristiques           | Caractéristiques           | Caractéristiques               | Caractéristiques                              | Caractéristiques                         | Caractéristiques           | Caractéristiques           |
| TER   | Lyon Saint-Paul ⥋ Sain-Bel | Lyon Saint-Paul ⥋ Sain-Bel | Lyon Saint-Paul ⥋ Sain-Bel | Lyon Saint-Paul ⥋ Sain-Bel | Lyon Saint-Paul ⥋ Sain-Bel     | Lyon Saint-Paul ⥋ Sain-Bel                    | Lyon Saint-Paul ⥋ Sain-Bel               | Lyon Saint-Paul ⥋ Sain-Bel | Lyon Saint-Paul ⥋ Sain-Bel |
| ----- | --- | -------------------------- | -------------------------- | -------------------------- | ------------------------------ | --------------------------------------------- | ---------------------------------------- | -------------------------- | -------------------------- |
| TER   | Ouverture / Fermeture 22 septembre 2012 / — | Longueur —                 | Durée 42 min               | Nb. d’arrêts 13            | Matériel Alstom Citadis Dualis | Jours de fonctionnement L, Ma, Me, J, V, S, D | Jour / Soir / Nuit / Fêtes O / O / N / O | Voy. / an —                | Dépôt L'Abresle            |
| TER   | Desserte : Lyon-Saint-Paul, Lyon-Gorge-de-Loup, Écully la Demi-Lune, Tassin, Le Méridien La Ferrière, Charbonnières-les-Bains, Casino Lacroix Laval, La Tour-de-Salvagny, Lentilly-Charpenay, Lentilly, Fleurieux-sur-l'Arbresle, L'Arbresle, Sain-Bel. |                            |                            |                            |                                |                                               |                                          |                            |                            |
| TER   | Autre : - Arrêts non accessibles aux UFR : — - Cadencement : 15 à 30 minutes en semaine. - Amplitudes horaires : La ligne fonctionne du lundi au dimanche de 5 h 42 à 21 h 54. - Date de dernière mise à jour : 7 décembre 2022.                        |                            |                            |                            |                                |                                               |                                          |                            |                            |
| TER   | Dernière actualisation : — |                            |                            |                            |                                |                                               |                                          |                            |                            |

### Ligne de Lyon-Saint-Paul à Brignais
| Ligne | Caractéristiques | Caractéristiques           | Caractéristiques           | Caractéristiques           | Caractéristiques               | Caractéristiques                              | Caractéristiques                         | Caractéristiques           | Caractéristiques           |
| TER   | Lyon Saint-Paul ⥋ Brignais | Lyon Saint-Paul ⥋ Brignais | Lyon Saint-Paul ⥋ Brignais | Lyon Saint-Paul ⥋ Brignais | Lyon Saint-Paul ⥋ Brignais     | Lyon Saint-Paul ⥋ Brignais                    | Lyon Saint-Paul ⥋ Brignais               | Lyon Saint-Paul ⥋ Brignais | Lyon Saint-Paul ⥋ Brignais |
| ----- | --- | -------------------------- | -------------------------- | -------------------------- | ------------------------------ | --------------------------------------------- | ---------------------------------------- | -------------------------- | -------------------------- |
| TER   | Ouverture / Fermeture 8 décembre 2012 / — | Longueur —                 | Durée 25 min               | Nb. d’arrêts 7             | Matériel Alstom Citadis Dualis | Jours de fonctionnement L, Ma, Me, J, V, S, D | Jour / Soir / Nuit / Fêtes O / O / N / O | Voy. / an —                | Dépôt L'Abresle            |
| TER   | Desserte : Brignais, Chaponost, Francheville, Alaï, Écully la Demi-Lune, Lyon-Gorge-de-Loup, Lyon-Saint-Paul |                            |                            |                            |                                |                                               |                                          |                            |                            |
| TER   | Autre : - Arrêts non accessibles aux UFR : — - Cadencement : 30 à 60 minutes en semaine. - Amplitudes horaires : La ligne fonctionne du lundi au dimanche de 6 h 30 à 21 h 32. - Date de dernière mise à jour : 24 mai 2023. |                            |                            |                            |                                |                                               |                                          |                            |                            |
| TER   | Dernière actualisation : — |                            |                            |                            |                                |                                               |                                          |                            |                            |

### Ligne de Tassin à Lozanne
Une troisième branche est prévue entre Tassin et Lozanne. Celle-ci doit être mise au gabarit tram-train et être électrifiée pour permettre le remplacement des autorails TER assurant actuellement la desserte en navette. Le projet est cependant arrêté.

## Histoire
Le réseau se compose de deux lignes :
- La ligne Lyon Saint-Paul - Sain-Bel, ancienne ligne de Lyon-Saint-Paul à Montbrison construite par les frères Mangini.
- La ligne Brignais - Tassin - Dardilly - Lozanne, section de la ligne de Paray-le-Monial à Givors-Canal, contournement ouest de Lyon et itinéraire de délestage de la Bourgogne créé par le PLM.

La jonction des deux lignes s'effectue à Tassin, la plus grande gare du réseau et le centre d'exploitation.
Ces lignes traversent la chaîne des monts du Lyonnais et ont un profil difficile avec des fortes rampes. Elles comportent toutes plusieurs viaducs et tunnels.
Elles ont été transformées en voie unique ce qui crée des contraintes d'exploitation importantes.

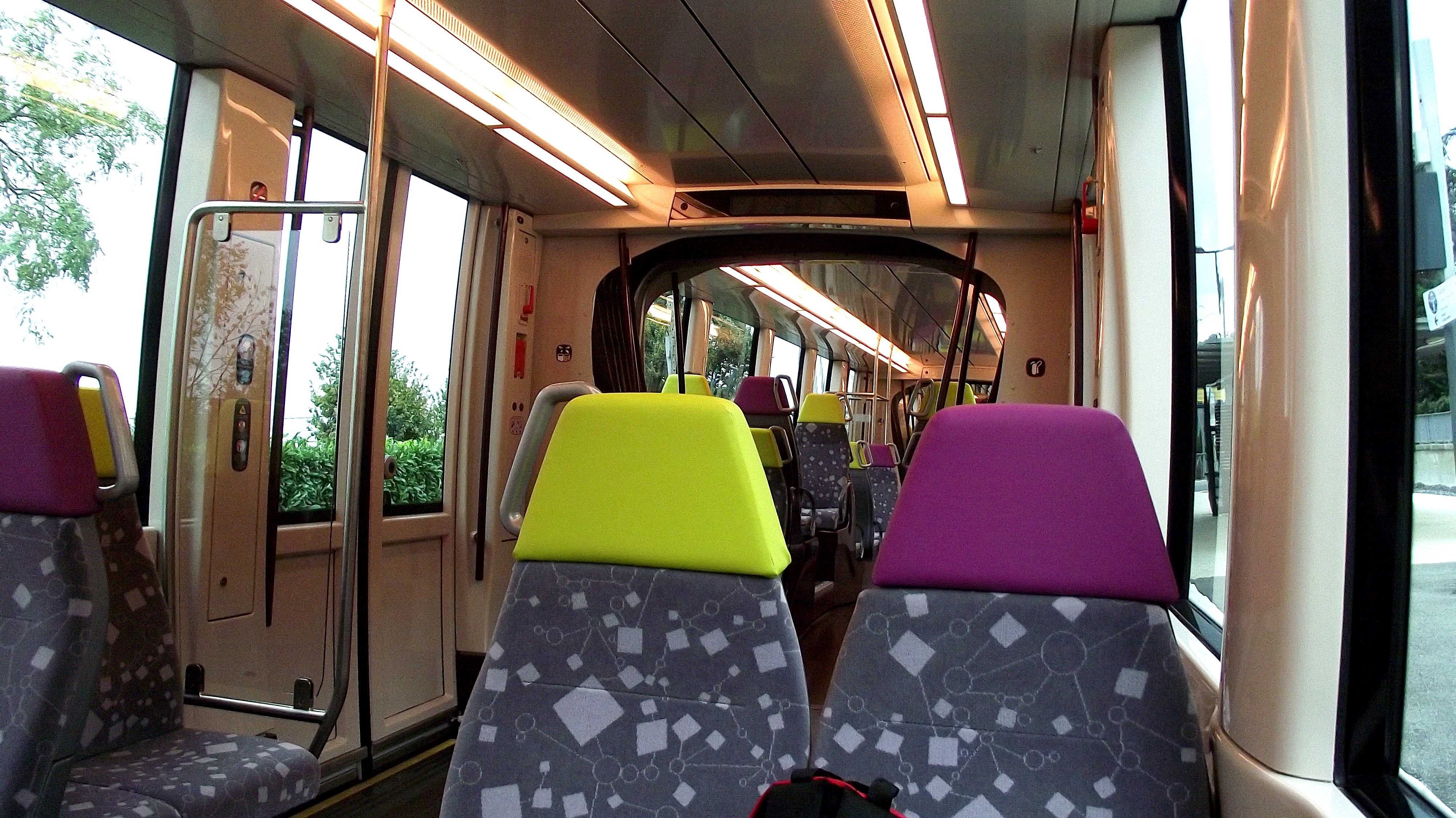
Intérieur d'un Tram-train

### La desserte prévue
Le projet initial prévoyait la conversion en tram-train des dessertes suivantes :
- Lyon-Saint-Paul - Tassin - Charbonnières-les-Bains - L'Arbresle - Sain-Bel en 2011,
- Lyon-Saint-Paul - Brignais en 2012.
- La troisième branche vers Dardilly et Lozanne devait être mise en service plus tard, mais aucune date n'est prévue pour l'instant.

Finalement, la mise en service de la première desserte est partiellement effective depuis le 22 septembre 2012, l'homologation pour le matériel ayant pris du retard. La branche entre Lyon et Brignais a été mise en service au changement de service, en décembre,.
Face à la croissance de la population dans l'ouest lyonnais, le prolongement de la ligne Lyon-Saint-Paul-Brignais jusqu'à Givors est évoquée par le schéma régional des services de transport de la région Auvergne-Rhône-Alpes. Toutefois, les études ne sont actuellement pas achevées. La voie, bien que fermée à toutes circulations, existe toujours, à l'exception du raccordement vers la gare de Givors-Ville. Cependant, l'emprise de ce raccordement est préservée. Une remise en fonction de cette portion de la ligne est donc envisageable, tout en permettant de décharger en partie la liaison Lyon-Perrache-Givors.[réf. nécessaire].
L'exploitation est assurée par la SNCF en remplacement des 115 trains journaliers TER antérieurement assurés au bénéfice à 6 500 voyageurs quotidiens (dont 70 % sur l’axe de Sain-Bel), avec 
- 54 % de trajets domicile-école
- 42 % de trajets domicile-travail

Les partenaires du projet prévoyaient un doublement du trafic en 2012, avec 13 200 voyageurs par jour, transportés par 180 trains par jour. Cette prévision n'est pas atteinte, le trafic est d'environ 8 000 voyageurs par jour en 2017.
Plusieurs faits peuvent expliquer ce mauvais résultat :
- à la suite de mauvais choix de système de signalisation[Lesquels ?] sur le tronc commun, resté partiellement à une voie banalisée au niveau du tunnel des 2 amants, la desserte ferroviaire de la branche Lozanne, toujours assurée en autorails X73500, a été allégée et limitée à Tassin La Demi Lune, obligeant à une rupture de charge très préjudiciable au temps de parcours et à la fréquentation[réf. nécessaire];
- contrairement à ce qui se pratique désormais dans de nombreuses métropoles françaises, ce réseau n'est pas accessible dans le périmètre du réseau TCL (dont l'autorité organisatrice de la mobilité est SYTRAL Mobilités) avec les titres de transports de ce réseau urbain, avec lequel il entre en concurrence frontale[réf. nécessaire], d'autant que les rabattements du réseau TCL (depuis La Tour-de-Salvagny, Marcy-l'Étoile, Sainte-Consorce, Saint-Genis-les-Ollières notamment) vers le tram train manquent cruellement[réf. nécessaire].

En mars 2022, tout en arrêtant le projet envisagé depuis 2015 d'une nouvelle ligne E du métro de Lyon desservant la gare d'Alaï, SYTRAL Mobilités présente le nouveau projet du tramway express de l'ouest lyonnais (ou TEOL), une ligne partiellement souterraine de tramway urbain partant de la gare d'Alaï et traversant le plateau du 5e arrondissement de Lyon (Ménival et Point du Jour) pour rejoindre le cours Charlemagne où passent déjà les tramways T1 et T2 et donc se raccorder au reste du réseau du tramway de Lyon.
Si le Tramway express de l'Ouest lyonnais se concrétise, il permettrait pour la première fois une correspondance entre le tram-train de l'Ouest lyonnais et le tramway urbain de Lyon. Toutefois, ce projet ne prévoit pour l'instant aucune interconnexion à Alaï entre les voies du tram-train de l'Ouest lyonnais et celles du tramway urbain de Lyon, tout en sachant que les deux réseaux ont des gestionnaires différents (SNCF Réseau et Auvergne-Rhône-Alpes pour le tram-train, SYTRAL Mobilités pour le tramway urbain) et des rames de gabarits différents (2,65 m pour le tram-train SNCF contre 2,40 m pour le tramway TCL).

### Les stations
|  |   |  |   |  |   |  | Station                  | Lat/Long                    | Communes desservies                                          | Correspondances                                    |  |
|  | - |  | - |  | - |  | ------------------------ | --------------------------- | ------------------------------------------------------------ | -------------------------------------------------- |  |
|  |   |  | o |  |   |  | Lyon-Saint-Paul          | 45° 45′ 58″ N, 4° 49′ 37″ E | Lyon 5e                                                      | Bus en mode C · Ligne C3 · Ligne C14               |  |
|  |   |  | o |  |   |  | Lyon-Gorge-de-Loup       | 45° 45′ 58″ N, 4° 48′ 17″ E | Lyon 9e                                                      | ,                                                  |  |
|  |   |  | o |  |   |  | Écully-la-Demi-Lune      | 45° 45′ 56″ N, 4° 46′ 43″ E | Écully, Tassin-la-Demi-Lune                                  | Bus en mode C · Ligne C21                          |  |
|  |   |  |   |  | o |  | Alaï                     | 45° 45′ 07″ N, 4° 46′ 19″ E | Tassin-la-Demi-Lune, Lyon 5e                                 | Bus en mode C · Ligne C21 · Ligne C24 · Ligne C24E |  |
|  |   |  |   |  | o |  | Francheville             | 45° 44′ 05″ N, 4° 46′ 08″ E | Francheville                                                 | Bus en mode C · Ligne C20 · Ligne C20E             |  |
|  |   |  |   |  | o |  | Chaponost                | 45° 41′ 54″ N, 4° 45′ 51″ E | Chaponost                                                    |                                                    |  |
|  |   |  |   |  | o |  | Brignais                 | 45° 40′ 25″ N, 4° 45′ 50″ E | Brignais                                                     | (à partir du 26 août 2024)                         |  |
|  | o |  | o |  |   |  | Tassin                   | 45° 45′ 42″ N, 4° 45′ 31″ E | Tassin-la-Demi-Lune                                          |                                                    |  |
|  |   |  | o |  |   |  | Le Méridien              | 45° 46′ 22″ N, 4° 44′ 49″ E | Charbonnières-les-Bains, Tassin-la-Demi-Lune                 |                                                    |  |
|  |   |  | o |  |   |  | Charbonnières-les-Bains  | 45° 46′ 56″ N, 4° 44′ 09″ E | Charbonnières-les-Bains                                      |                                                    |  |
|  |   |  | o |  |   |  | Casino-Lacroix-Laval     | 45° 47′ 17″ N, 4° 43′ 50″ E | Charbonnières-les-Bains, La Tour-de-Salvagny, Marcy-l'Étoile |                                                    |  |
|  |   |  | o |  |   |  | La Tour-de-Salvagny      | 45° 48′ 00″ N, 4° 42′ 58″ E | La Tour-de-Salvagny                                          |                                                    |  |
|  |   |  | o |  |   |  | Lentilly - Charpenay     | 45° 48′ 59″ N, 4° 40′ 56″ E | Lentilly                                                     |                                                    |  |
|  |   |  | o |  |   |  | Lentilly                 | 45° 49′ 18″ N, 4° 40′ 02″ E | Lentilly                                                     |                                                    |  |
|  |   |  | o |  |   |  | Fleurieux-sur-l'Arbresle | 45° 50′ 42″ N, 4° 39′ 36″ E | Fleurieux-sur-l'Arbresle                                     |                                                    |  |
|  |   |  | o |  |   |  | L'Arbresle               | 45° 49′ 59″ N, 4° 37′ 06″ E | L'Arbresle                                                   | TER Auvergne-Rhône-Alpes                           |  |
|  |   |  | o |  |   |  | Sain-Bel                 | 45° 48′ 42″ N, 4° 36′ 07″ E | Sain-Bel                                                     |                                                    |  |
|  | o |  |   |  |   |  | Les Flachères            | 45° 46′ 39″ N, 4° 45′ 15″ E | Charbonnières-les-Bains, Écully                              |                                                    |  |
|  | o |  |   |  |   |  | Dardilly-les-Mouilles    | 45° 47′ 49″ N, 4° 45′ 36″ E | Dardilly, Écully                                             |                                                    |  |
|  | o |  |   |  |   |  | Dardilly-le-Jubin        | 45° 48′ 55″ N, 4° 45′ 40″ E | Dardilly                                                     |                                                    |  |
|  | o |  |   |  |   |  | Dommartin - Lissieu      | 45° 50′ 53″ N, 4° 43′ 56″ E | Dommartin, Lissieu                                           |                                                    |  |
|  | o |  |   |  |   |  | Civrieux-d'Azergues      | 45° 51′ 33″ N, 4° 43′ 06″ E | Civrieux-d'Azergues                                          |                                                    |  |
|  | o |  |   |  |   |  | Lozanne                  | 45° 51′ 15″ N, 4° 40′ 58″ E | Lozanne                                                      | TER Auvergne-Rhône-Alpes                           |  |

1. ↑  Pour alléger le tableau, seules les correspondances SNCF, métro, funiculaire, tramway et lignes majeures « C » sont données. Les correspondances bus sont reprises dans les articles de chaque station.

## Le matériel roulant

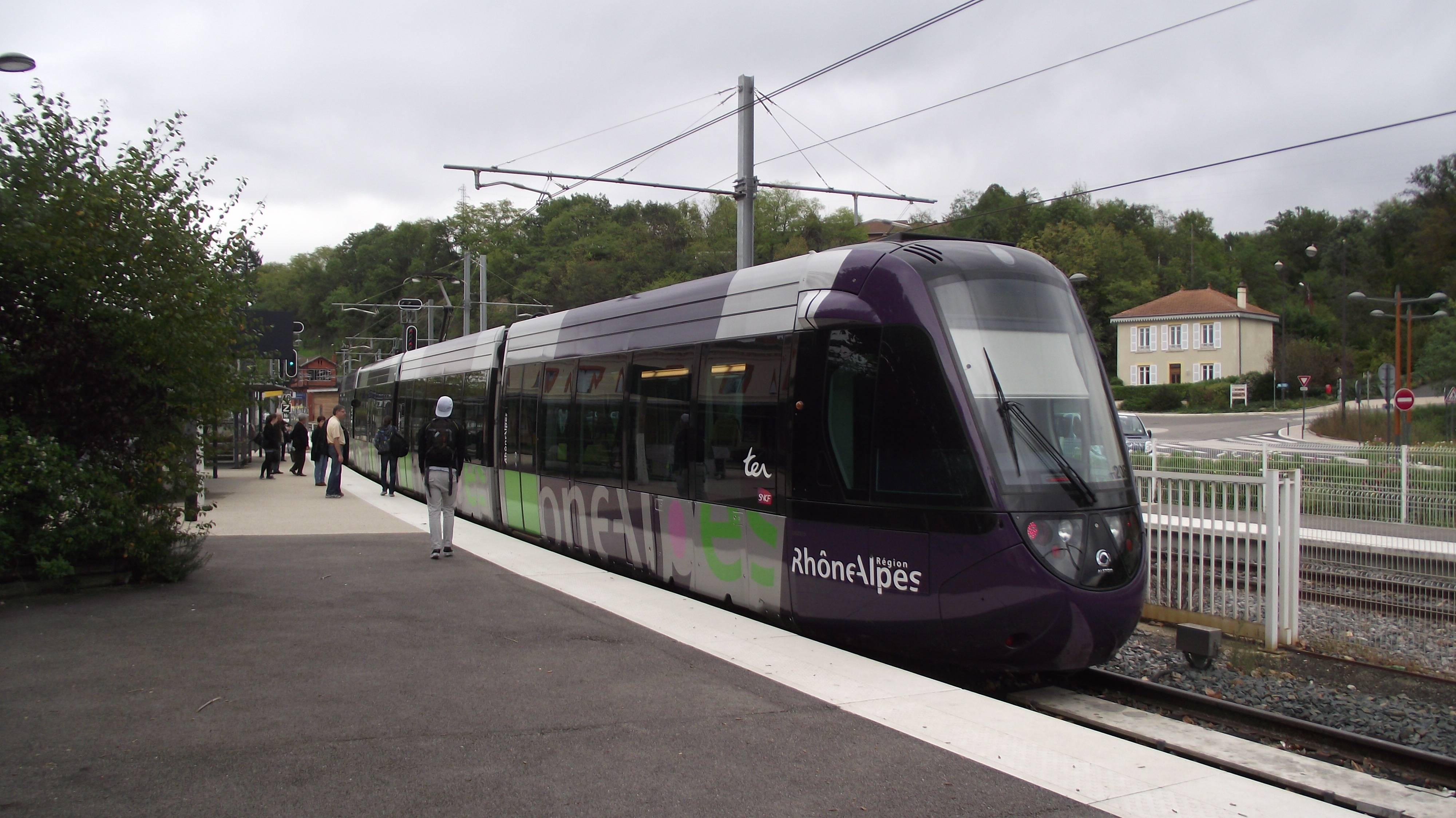
Tram-train en gare de L'Arbresle

Le matériel retenu par la SNCF pour l'Ouest lyonnais est le Citadis Dualis d'Alstom ; 24 rames sont commandées en tranche ferme, pour 102 millions d'euros, financés par la Région.
Il s'agit du matériel très proche de celui commandé par la Région Pays de la Loire qui dispose de 7 rames. (Les différences se situent notamment au niveau des tensions d'alimentation électrique)
Après des essais en Allemagne, la première rame est livrée fin février 2011. Les rames suivantes sont arrivées progressivement les semaines et les mois suivants.
La circulation des rames Citadis Dualis a été suspendue par la SNCF le 3 décembre 2013 à la suite du blocage d'une roue à hauteur de Fleurieux-sur-l'Arbresle (Source : communiqué de presse SNCF). La circulation des Citadis Dualis reprend progressivement début février 2014, avec un retour à la normale en avril. Entre-temps, la circulation fut assurée en semaine et en heure de pointe par des X 73500. Le reste du temps, des autocars prenaient le relais à des horaires réguliers.

## Les ateliers
Un atelier de maintenance est construit à côté de la gare de L'Arbresle, sur la commune d'Éveux. L'atelier se situe sur l'ancienne gare des marchandises, aujourd'hui remplacée par un parking.

## Les adaptations de l'infrastructure
Le tronc commun et deux branches de l'étoile de l'Ouest lyonnais sont concernées par le projet, la troisième pouvant l'être ensuite. Outre la rénovation des voies, la réactivation de l'électrification en 1500 V continu entre Lyon et Charbonnières et son complément sur les autres sections, et le traitement des gares, l'opération comporte :
- sur le tronc commun Lyon-Saint-Paul - Tassin (ligne de Lyon-Saint-Paul à Montbrison), la mise partielle à  double voie.
- sur la branche Tassin - Sain-Bel (suite de la ligne de Lyon-Saint-Paul à Montbrison), l'allongement de l'évitement de Charpenay et le raccordement des ateliers,
- sur la branche Brignais (ligne de Paray-le-Monial à Givors-Canal), la construction d'un raccordement direct depuis Lyon pour éviter le rebroussement à Tassin (appelé « shunt de Tassin »), la création d'un évitement à Francheville et la mise à voie double partielle en amont de Brignais.

La branche Lozanne (également sur la ligne de Paray-le-Monial à Givors-Canal) a été l'objet d'un allongement de l'évitement de Dardilly-le-Jubin.

## Les partenaires et le coût du projet

### Les partenaires du projet
La Région Rhône-Alpes, Autorité organisatrice de transports, est le promoteur du projet, avec : 
- l'État, financeur dans le cadre du Contrat de projets État-région 2008-2013,
- Le département du Rhône, gestionnaire des transports interurbains et de la voirie départementale, financeur dans le cadre du Contrat de projets État-région 2008-2013,
- La Communauté urbaine de Lyon, maître d'ouvrage des gares situées sur son territoire, financeur dans le cadre du Contrat de projets État-région 2008-2013,
- le Sytral, Autorité organisatrice de transports de l'agglomération lyonnaise
- Réseau ferré de France (RFF), gestionnaire du Réseau ferré national,
- la SNCF, exploitant du réseau, maître d’ouvrage de la commande du matériel, de l’atelier de maintenance et des gares sur son périmètre
- Les communes et intercommunalités desservies par le projet, et notamment les villes de :
  - Brignais,
  - Chaponost,
  - Lissieu,
  - la Communauté de communes du Pays de L'Arbresle,
  - la Communauté de communes Beaujolais Val d'Azergues,
  - la Communauté de communes de la Vallée du Garon, maîtres d’ouvrage des gares et contribuant à la valorisation du projet[7].

### Le coût du projet
Un protocole de financement a été signé le 8 octobre 2007 entre l'État, la région Rhône-Alpes, Communauté urbaine de Lyon, le département du Rhône, RFF et la SNCF
En 2008, ce projet est évalué à 294,7 millions d'euros, dont : 
- 143 millions pour le volet infrastructures ;
- 102 millions pour le matériel roulant ;
- 29,5 millions pour la rénovation et la création des gares ;
- 20,2 millions pour l’atelier de maintenance[7].

### Sources et liens externes
- Site officiel du Projet ferroviaire de l'Ouest lyonnais